# Perfect Dark (jeu vidéo, 2010)
Pour les articles homonymes, voir Perfect Dark (homonymie).
Perfect Dark est un jeu de tir à la première personne de 2010 développé par 4J Studios et édité par Microsoft Game Studios pour la Xbox 360 via son service de téléchargement Xbox Live Arcade. Le jeu est un remaster du Perfect Dark original, qui a été initialement créé et développé par Rare et publié sur Nintendo 64 en 2000. Bien que le gameplay reste en grande partie inchangé, le remaster présente des améliorations techniques significatives par rapport à l'original, notamment de nouvelles textures et de nouveaux modèles de personnages à plus haute résolution, une fréquence d'images plus élevée et un mode multijoueur prenant en charge le service en ligne Xbox Live. L'histoire du jeu suit Joanna Dark, une agente de l'organisation Carrington Institute, alors qu'elle tente d'arrêter une conspiration de la société rivale DataDyne.
Perfect Dark a été développé sur une période de près d'un an et son moteur de jeu a été entièrement réécrit de zéro afin de prendre en charge plusieurs fonctionnalités de la Xbox 360. Par conséquent, bien que le jeu se joue exactement de la même manière que l'original, le code et le moteur de rendu sont différents. Le jeu a reçu des critiques généralement favorables. Certains critiques ont considéré que le jeu relativement inchangé était obsolète, mais la plupart ont convenu que le titre était une solide renaissance d'un classique. Fin 2011, le jeu s'était vendu à près de 410 000 exemplaires. En 2015, le jeu a été inclus dans la compilation de jeux vidéo Rare Replay pour Xbox One.